# Végh Zsolt
Végh Zsolt (Budapest, 1977. július 31.– ) magyar színművész, rendező. 

## Életpályája
Pályáját a kaposvári Csiky Gergely Színháznál kezdte, ahol 1996-2009 között játszott. Tanult a Színház- és Filmművészeti Egyetemen, de nem fejezte be. Később szabadúszóként és független alkotóként kezdett tevékenykedni. Első ismertebb filmes alakítása az uristen@menny.hu című kisjátékfilm főszerepe volt, az országos ismertséget a Fapad című televíziós vígjátéksorozat hozta meg a számára, ahol a főszereplő Anger Zsolt kifejezetten komikus karakterének ellenpontjaként egy jóval negatívabb szerepet játszott.
Főleg a budapesti független szcénában (MU Színház, TÁP Színház, Átrium, RS9 Színház, PanoDráma, Manna Produkció, FÜGE Produkció) tevékenykedik.

## Filmjei

### Színészként
- Valami Amerika (magyar sorozat, 2023)
- Marsra magyar! (magyar sorozat, 2023–2024)
- Blokád (magyar filmdráma, 2022)
- Apatigris (magyar televíziós vígjátéksorozat, 2021)
- Egynyári kaland (magyar sorozat, 2019)
- Foglyok (2019)
- A tanár (magyar televíziós vígjátéksorozat, 2018)
- Napszállta (magyar-francia filmdráma, 2018)
- Oltári csajok (magyar televíziós sorozat, 2018)
- Aranyélet (magyar akciófilm-sorozat, 2016)
- Fapad (magyar televíziós vígjátéksorozat, 2014–2015)
- Csak a szél (magyar-német-francia filmdráma, 2011)
- Kémek a porfészekben 2. – Atkáry Arisztid története (magyar dokumentumfilm, 2010)
- Stricik (magyar kisjátékfilm, 2009)
- Öszödik Pecsét (magyar áldokumentumfilm, 2007)
- Libiomfi (magyar filmszatíra, 2003)
- Legkisebb film a legnagyobb magyarról, avagy ha nincs kéz, nincs csoki (magyar kisjátékfilm, 2001)
- uristen@menny.hu (magyar kisjátékfilm, 2000)
- Tévéjáték (magyar kísérleti film, 2000)
- Kisváros (magyar bűnügyi tévéfilmsorozat, 1998)
- Pesti mese: Óz, a nagy varázsló színész (magyar rövidfilm, 1998)
- Szép Ernő: Vőlegény (magyar színházi közvetítés)
- Három év... (TV film)

### Rendezőként
- Messze Európában (magyar tévéfilm, 2009)
- BigBakShow (magyar sorozat, 2025)

### Operatőrként
- A béke ára – a dél-tiroli autonómia (magyar dokumentumfilm, 2014)

## Színházi szerepei
- bodylotion co-dance: Párbaj. MU Színház, konzultáns
- Medve. RS9 Színház, 2016. március 10.
- Kerengők – Csongor és Tünde. Átrium, 2016. április 15.
- Vicces, királykisasszony? Manna Produkció, 2015. március 19.
- A PanoDráma bemutatja: Más nem történt. PanoDráma, 2015. február 6.
- Don Quijote voltam. Bartók Kamaraszínház és Művészetek Háza, 2015. december 17.
- Lúd Zsolt és kutyája. TÁP Színház, 2014. december 22.
- Lö csibészek – A Pokoli Trió. TÁP Színház, 2014. október 11.
- Barbelo, avagy kutyákról és gyerekekről. FÜGE Produkció, 2014. május 30.
- A show folytatódik, Karaván Művészeti Alapítvány
- A cigánybáró. Csiky Gergely Színház, 2009. február 13.
- Kurátorok – Kovácsoltvas pelenka. TÁP Színház
- Ellopott Holdfény. Csiky Gergely Színház, 2008. február 15.
- Bolond Helga. MU Színház, 2008. április 1.
- A verseny. Csiky Gergely Színház, 2007. április 12.
- Hagymácska. Csiky Gergely Színház, 2007. február 21.
- Fürdőszoba. K. V. Társulat, 2007. május 26.
- Fekete Péter. Csiky Gergely Színház, 2007. október 19.
- Csiky kabaré. Csiky Gergely Színház, 2007. december 31.
- Yvonne, burgundi hercegnő. Színház- és Filmművészeti Egyetem (Ódry Színpad), 2006. szeptember 15.
- Vesztegzár a Grand Hotelban. Csiky Gergely Színház, 2006. április 28.
- Marica grófnő. Csiky Gergely Színház, 2006. szeptember 29.
- Csókos asszony. Csiky Gergely Színház, 2005. november 25.
- Runcájsz a rabló. Csiky Gergely Színház, 2005. február 7.
- Paravarieté. Csiky Gergely Színház, 2005. április 13.
- Dundo Maroje. Csiky Gergely Színház, 2005. december 9.
- Pinokkió a hosszúorrú fabáb története. Csiky Gergely Színház, 2004. október 4.
- Lili bárónő. Csiky Gergely Színház, 2004. december 10.
- Hófehérke. Csiky Gergely Színház, 2004. február 3.
- Fahim. Csiky Gergely Színház, 2004. május 5.
- Az inishmor-i hadnagy. Csiky Gergely Színház, 2003. november 28.
- Rómeó és Júlia. Bárka Színház, 2003. szeptember 26.
- A lovaggá ütött vándor. Csiky Gergely Színház, 2002. március 18.
- My Fair Lady. Csiky Gergely Színház, 2002. február 22.
- Kasimír és Karoline. Csiky Gergely Színház, 2002. április 19.
- Diótörő. Csiky Gergely Színház, 2002. október 7.
- A négyszögletű kerek erdő. Csiky Gergely Színház, 2001. március 8.
- Vőlegény. Csiky Gergely Színház, 2001. október 5.
- Störr kapitány – A feleségeknek, akik elmennek. Csiky Gergely Színház, 2001. november 15.,
- Operett. Csiky Gergely Színház, 2001. január 26.
- Mennyország. Csiky Gergely Színház, 2001. május 3.
- Rómeó és Júlia. Thália Színház
- Lúdas Matyi. Csiky Gergely Színház, 2000. szeptember 19.
- János vitéz. Csiky Gergely Színház, 2000. december 1.
- Balta a fülbe. Csiky Gergely Színház, 1999. február 5.

## Színházi rendezései
- Szülői értekezlet. FÜGE Produkció, 2015. május 17.
- TÁP Anyák napja. TÁP Színház
- Mogyorótörők. Pinceszínház
- Libiomfi, Zsámbéki Színházi és Művészeti Bázis
- Bálsój szerelem a Málenkij robot idején, Trafó Kortárs Művészetek Háza, 2018. október 26.